# Azeca
Azeca, uma cidade na região da Sefelá, que guardava os limites superiores do vale de Elá. O lugar é identificado com Tel Zacarias (Tell Zakariyeh) ou Tel Azeca, a uns 26 km a noroeste de Hebrom.

## História
A primeira menção da cidade ocorre em Josué 10:5-11, com respeito ao ataque coligado de cinco reis cananeus contra Gibeão. Josué e seu exército, vindo em socorro de Gibeão, perseguiram os exércitos cananeus “até Azeca e Maquedá”, uma distância de cerca de 30 km. A cidade foi depois designada à Tribo de Judá.
Durante o reinado do Rei Saul (1117-1 078 a.C.), os filisteus juntaram suas forças entre Socó e Azeca, apresentando Golias como seu campeão. Quando os israelitas chegaram, os dois exércitos se confrontaram em lados opostos do vale de Elá, até que a vitória de surpresa de Davi sobre Golias pôs em fuga os filisteus.
Com a divisão da nação, depois da morte de Salomão (c. 998 a.C.), o Rei Roboão, de Judá, fortificou Azeca, junto com Laquis e outras cidades estratégicas. Escavações feitas em Tel Zacarias revelam os restos de muros e torres, e a evidência duma cidadela fortificada no ponto mais alto desse lugar.
Quando as tropas babilônicas de Nabucodonosor II invadiram o reino de Judá (609-607 AEC), Azeca e Laquis foram as duas últimas cidades fortificadas a cair, antes da derrota da própria Jerusalém. A aparente confirmação disso foi revelada pela descoberta dos óstracos inscritos, chamados de Cartas de Laquis, um deles contendo a seguinte mensagem, evidentemente dirigida por um posto militar avançado ao comandante militar de Laquis, que reza, em parte: “estamos atentos aos sinais de Laquis, segundo todas as indicações que meu senhor deu, porque não podemos ver Azeca”. Se, conforme parece ser o caso, esta carta foi escrita no tempo do ataque babilônico, indicaria que Azeca já havia caído, de modo que não se recebiam mais sinais dessa fortaleza.
Depois do período de setenta anos de desolação do país, Azeca foi uma das cidades repovoadas pelos exilados judeus que voltaram.